# Nano Pourtier
 (janvier 2018).
Si vous disposez d'ouvrages ou d'articles de référence ou si vous connaissez des sites web de qualité traitant du thème abordé ici, merci de compléter l'article en donnant les références utiles à sa vérifiabilité et en les liant à la section « Notes et références ».
Nano Pourtier, né le 17 avril 1954, est un champion de ski acrobatique français, spécialisé dans l'épreuve des bosses. 
Après sa carrière sportive, il devient directeur des équipes de France de ski artistique et acrobatique de 1985 à 1993, puis directeur des équipes de France de bobsleigh de 1993 à 1999.
En 1999 il prend le poste de manager général de l’équipe de France de hockey sur glace.

## Biographie
Dès deux ans il chausse les skis. Adolescent, il se lasse vite de faire du ski «comme les autres», il veut aller plus haut et se lance dans le ski acrobatique (bosses et saut). L'expérience est couronnée de succès. En 1976, il intègre l'équipe de France de ski acrobatique. Il part aux Etats-Unis, avant de raccrocher comme compétiteur, en 1982.

## Carrière
Compétiteur de 1976 à 1982.
Après sa carrière sportive, il est appelé à prendre la direction des équipes de France de ski artistique et acrobatique de 1985 à 1993, il totalise :
- 147 podiums en coupe du monde,
- 17 médailles aux championnats du monde (de 1986 à 1993),
- 9 médailles olympiques aux JO de Calgary en 1988, titre olympique et argent aux JO d'Albertville en 1992.

Au printemps 1993, il est licencié par la Fédération française de ski à la suite d'un conflit avec son président de l'époque, Bernard Chevalier.
de 1993 à 1999 il devient le directeur des équipes de France de bobsleigh, qui obtiennent :
- 4 podiums en coupe du monde bob à 2 et bob à 4 (entre 1995 et 1997),
- médaille de bronze aux JO de Nagano (1998),
- la médaille d'or en bob à 4 et la médaille de bronze en bob à 2 en 1999 à Cortina d'Ampezzo aux championnats du monde de bobsleigh.

En 1999 il devient manager général de l’équipe de France de hockey sur glace(Fédération française des sports de glace) qui est :
- qualifiée aux JO de Salt Lake City en 2002,
- championne du monde DZ1 à Lubiana en 2003,
- et monte en groupe A pour le mondial de 2004.

Depuis 2003 il est président du club de ski nautique de Grenoble, il est élu lors des élections municipales de 2008 conseiller municipal à Chamrousse, il est réélu en 2013 et occupera le poste de 2e adjoint jusqu'en 2020.

## Palmarès

### Coupe du monde de ski acrobatique
- 2 petits globe de cristal :
  - Vainqueur du classement bosses en 1981 et 1982[8].
- 17 podiums dont 9 victoires.

## Distinctions
- Il a été fait chevalier de la Légion d'honneur en novembre 2016[9],[10], décoré par Edgar Grospiron son ancien élève médaillé d'or aux JO d'Albertville en ski de bosses, en présence de Jean-Claude Killy et du Prince Albert II de Monaco.
- Prix du meilleur éducateur (palmarès 1998[11]) distinction de l'Académie des sports. Cette distinction lui a été remise en mars 1999, par Philippe Séguin (président de l’Assemblée Nationale) et Alain Danet (président de l’Académie des Sports).